# Herman Euverink
Herman Adam Euverink (Enschede, 7 juni 1939 – Emmen, 3 augustus 2023) was een Nederlands politicus van de VVD.

## Biografie
Na het overlijden van zijn ouders groeide Euverink op bij zijn grootouders in Kropswolde. Hij ging naar het Dr. Aletta Jacobs Lyceum in Sappemeer. In 1960 werd hij arbeidsbemiddelaar bij het Gewestelijk Arbeidsbureau (GAB) in Sappemeer. Vanaf 1965 was hij hoofd personeelszaken en arbeidsvoorwaarden bij Trelleborg in Hoogezand.
Verder was Euverink betrokken bij de lokale politiek. Zo werd hij in 1974 lid van de gemeenteraad van Hoogezand-Sappemeer en in 1979 lid van de Provinciale Staten van Groningen. In 1986 volgde zijn benoeming tot burgemeester van Vlagtwedde wat hij zou blijven tot oktober 2001 toen Euverink vervroegd met pensioen ging.
Gedurende Euverinks burgemeesterschap sloten een NAVO-depot en een MB-spellenbedrijf in Ter Apel. Hij maakte zich hard voor vervangende werkgelegenheid wat resulteerde in de komst van het vertrekcentrum in 1996 en het aanmeldcentrum in 2001 in Ter Apel van het COA en de IND.  